# Bombay, Baroda and Central India Railway
| Bombay, Baroda and Central India Railway                        | Bombay, Baroda and Central India Railway |
| --------------------------------------------------------------- | ---------------------------------------- |
| Erhaltene Lokomotive der BB&CI im National Rail Museum of India |                                          |
| Streckenlänge:                                                  | 1905: 4863 km 1943: 5424 km              |
| Spurweite:                                                      | 1676, 1000 und 762 mm                    |
|                                                                 |                                          |

Die Bombay, Baroda and Central India Railway, abgekürzt BB&CI oder BB&CIR, war eine Eisenbahngesellschaft, die von 1855 bis 1951 im Westen Indiens tätig war.

## Geschichte
Die Bombay, Baroda and Central India Railway Company wurde 1855 für den Bau und Betrieb einer Strecke von Bombay über Surat und Baroda nach Ahmedabad gegründet.
Die erste Hauptstrecke wurde 1864 eröffnet, danach wurde das Netz stetig erweitert. Mit der Zeit besaß die BB&CI ein ausgedehntes Streckennetz in indischer Breitspur,  Meterspur und 762-mm-Schmalspur in West- und Zentralindien. Am 31. Dezember 1905 wurde das Eigentum der BB&CI vom Staat übernommen und die Gesellschaft mit dem Betrieb der Bahnen beauftragt. 1942 wurde die BB&CI komplett verstaatlicht und ab 1951 schließlich in drei Regionalgesellschaften der Indian Railways integriert. Aus dem größten Teil wurde zusammen mit den Gesellschaften Saurashtra Railway, Rajasthan Railway, Jaipur State Railway und Cutch State Railway die Western Railway. Kleinere Teile kamen zur Northern Railway und North Eastern Railway.
Die nachfolgende Tabelle zeigt die Entwicklung der verschiedenen Streckennetze in den unterschiedlichen Spurweiten:
| Spurweite in mm | Länge in km (1905) | Länge in km (1918) | Länge in km (1943) |
| --------------- | ------------------ | ------------------ | ------------------ |
| 1676            | 1397               | 1604               | 1984               |
| 1000            | 3254               | 2931               | 3195               |
| 762             | 212                | 523                | 245                |

Zusätzlich baute und betrieb die Gesellschaft für eine Reihe kleinerer Unternehmen diverse Bahnstrecken, 1918 auf rund 1580 km Streckenlänge.

## Fahrzeuge

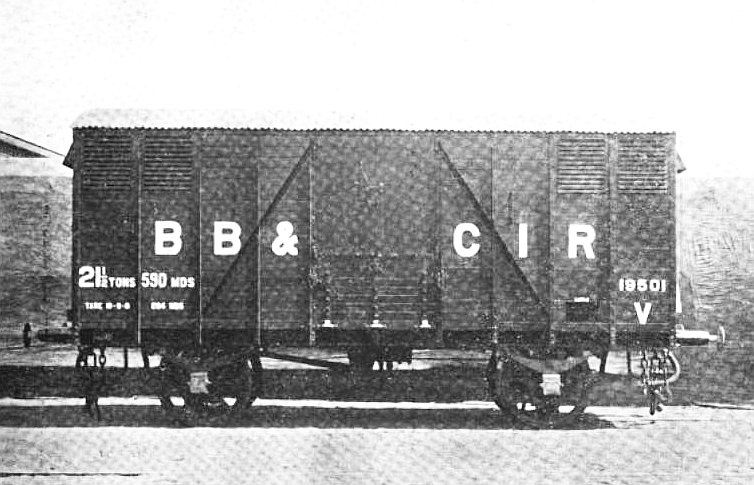
Gedeckter Güterwagen, 1912 gebaut.

1875 baute die BB&CI einen Salonwagen für den Besuch des britischen Thronfolgers Eduard (VII.), Prince of Wales, 1877 in Britisch-Indien. Es ist der älteste bekannte Salonwagen auf dem indischen Subkontinent.
Am 31. Dezember 1877 war die BB&CI im Besitz von 77 Dampflokomotiven, 295 Personenwagen und 2644 Güterwagen. Ende 1910 waren es bereits 7272 Güterwagen.
1903 stellte die BB&CI einen Hofzug aus sechs Wagen aufs Gleis, 1907 ergänzt um einen weiteren Salonwagen.
Ab Oktober 1928 waren im Rangierbahnhof in Bombay zwei von William Beardmore and Company gebaute Akkulokomotiven im Einsatz. Bis 1936 stieg der Bestand an Fahrzeugen auf 831 Dampflokomotiven, 2 Elektrolokomotiven, 40 elektrischen Triebwagen, 3 Dampftriebwagen, 1963 Personen- und über 20 000 Güterwagen.
1947 sah der Bestand an Fahrzeugen wie folgt aus:
|            | Lokomotiven | Triebwagen        | Personenwagen | Güterwagen |
| ---------- | ----------- | ----------------- | ------------- | ---------- |
| Breitspur  | 375         | 40 (elektrisch)   | 1002          | 10.584     |
| Meterspur  | 437         | 3 Dampftriebwagen | 1335          | 9127       |
| Schmalspur | 20          | -                 | 58            | 259        |

## Klassifizierung
Die BB&CI wurde nach der von der indischen Regierung 1926 eingeführten Indian Railway Classification als Eisenbahn der Klasse I eingestuft.

## Gandhi (Film)
In dem Film Gandhi aus dem Jahr 1982, der die Geschichte des Anführers der indischen Unabhängigkeitsbewegung Gandhi erzählt, spielt die BB&CI in vielen Reiseszenen eine Rolle. Mehrmals sind diverse Lokomotiven und Wagen mit BB&CI-Beschriftung zu sehen.